# كيفن مانينغ
كيفن مانينغ (بالإنجليزية: Kevin Michael Manning)‏ هو كاهن كاثوليكي أسترالي، ولد في 2 نوفمبر 1933 في كولا ‏ في أستراليا.